# Palais Al Bachaouia
Le palais Al Bachouia à Casablanca est inspiré de la pure tradition architecturale arabo-musulmane. Il fut conçu en 1942 .
Il abrite le Conseil régional de Casablanca-Settat.